# Nzaman (langue)
Pour les articles homonymes, voir Nzaman.
Le nzaman ou ogowé est une langue bantoue parlée au Gabon par les Nzaman, un sous-groupe des Fangs vivant dans les provinces de
l'Ogooué-Ivindo, du Moyen-Ogooué, de l'Estuaire, de l'Ogooué-Maritime. Elle est considérée comme un dialecte du fang. 

## Écriture
Le fang-nzaman n’a pas d’orthographe standardisée utilisée. Cependant l’Alphabet scientifique des langues du Gabon (ASG), l’Orthographe des langues du Gabon ou encore le Rapidolangue peuvent être utilisés.